# I maschi
I maschi è una canzone della cantante italiana Gianna Nannini, scritta assieme al chitarrista Fabio Pianigiani nel 1987.

## Descrizione
Il singolo viene presentato in una versione speciale ed eseguita il 31 ottobre di quell'anno al World Popular Song Festival di Tokyo, in Giappone.
La canzone è tratta dall'album Maschi e altri, primo greatest hits della Nannini a vendere un milione di copie in Europa. Viene inserita anche nei greatest hits Bomboloni (1996), GiannaBest (2007) e  HitStory (2016).

## Tracce
1. I maschi - 4:29
2. I maschi (Mini-Maxi) - 4:29

1. I maschi (extra long version) - 11:45
2. I Maschi (long version - album version) - 6:05

(Maxi Vinile & Mini CD)
1. I maschi (extra long version) - 11:45
2. I Maschi (long version - album version) - 6:05
3. America (live version from TUTTO LIVE 85 - edit version) - 5'05

(Maxi Vinile - picture disc pubblicato in Germania)
1. I maschi (long version) - 07:18

(incluso nel Maxi vinile e Mini CD "Voglio fare l'Amore" 1989).
Il Brano è anche presente in versione Live nell'album GIANNISSIMA (1991).
Il Brano è anche presente in versione EDIT diversa dal 45gg negli album BOMBOLONI (1996)  GIANNABEST (2007) e HITSTORY (2016).
Il Brano è anche presente in versione acustica e riorchestrata nell'album PERLE (2004).

## Classifiche
| Classifica (1988) | Posizione più alta |
| ----------------- | ------------------ |
| Austria           | 14                 |
| Belgio            | 9                  |
| Francia           | 2                  |
| Germania          | 44                 |
| Svezia            | 4                  |
| Italia            | 3                  |